# الفونسین (بازیکن فوتبال)
الفونسین (انگلیسی: Alfonsín؛ زادهٔ ۱۶ ژوئیهٔ ۱۹۵۱) بازیکن فوتبال اهل اسپانیا است.